# Cipriano Catriel

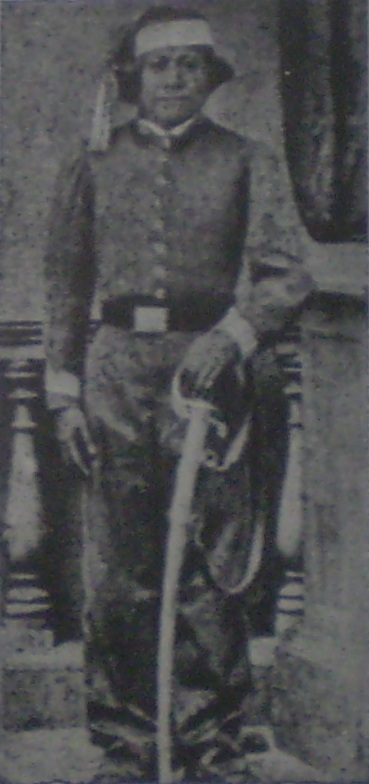
Cipriano Catriel.

Cipriano Catriel (1837 - 1874) fue un cacique principal de la dinastía de los Catriel. Coronel del Ejército Argentino. Mantuvo leales y respetuosas relaciones de paz con los criollos argentinos. Al frente de sus guerreros, colaboró con el Ejército Argentino para imponer el orden en la campaña de la Provincia de Buenos Aires.

## Inicios de su cacicazgo
Cipriano Catriel asumió el mando de su tribu en 1866, por la muerte de su padre Juan "el joven" Catriel. Desde el año siguiente colaboró en la defensa de la frontera frente a otras tribus hostiles a las autoridades de Argentina.
El 9 de octubre de 1870, el coronel Francisco de Elía, comandante de la frontera del Azul, firmó en representación del gobierno nacional un tratado de paz con Cipriano Catriel, para poner fin a las represalias que llevaban a cabo los indígenas contra los malos tratos de que eran objeto por parte de la fuerza militar. El coronel Elías no era bien visto por los indios a causa de las matanzas que había llevado a cabo sobre los mismos y debido a que ganaba dinero retrasando o robando los sueldos y raciones que debía entregarse a estos guerreros por los servicios que prestaban como caballería auxiliar del Ejército Argentino.
En mayo de 1871 los caciques Manuel Grande, Chipitruz y Calfuquir, se vieron obligados a sublevarse contra el despótico Elías. Esos caciques obedecían a Cipriano Catriel, por cuanto eran tribus que integraban el Ulmen Pampa.

## Batalla de San Carlos de Bolívar
En marzo de 1872, Cipriano Catriel participó con sus lanceros, en la batalla de San Carlos de Bolívar, junto a las tropas regulares del Ignacio Rivas, que vencieron al cacique Calfucurá.

## La revolución de 1874 y la muerte de Catriel
En noviembre de 1874, Cipriano Catriel se encontraba acampado con su tribu entre Olavarría y Azul, cerca de lo que hoy es Colonia Nievas, cuando sucedió el levantamiento armado de Bartolomé Mitre, sublevado contra el gobierno de Nicolás Avellaneda. Catriel fue inducido por el General Rivas, segundo de Mitre, para incorporarse a sus fuerzas, lo que fue aceptado por el cacique. Esta decisión provocó una enemistad con su hermano Juan José Catriel y parte de los guerreros, que lo consideraron un traidor, originando su separación.
Cipriano Catriel no llegó a sumarse a las fuerzas de Mitre, ya que fue perseguido por tropas  gubernamentales al mando del comandante Hilario Lagos (hijo). Fue apresado y remitido prisionero a Olavarría. Pero a pedido de su hermano Juan José Catriel, el 24 de noviembre fue liberado, quedando a su merced. Éste lo juzgó como traidor y aprovechó la oportunidad para hacerlo lancear, atado con guascas de cuero crudo en las muñecas. Junto con él también fue muerto el Coronel Santiago Climaco Avendaño. Avendaño era Intendente General de Indios, puesto que le había asignado el presidente Domingo Faustino Sarmiento en su oportunidad por su dominio del idioma pampa.
El 26 de noviembre de 1874 se produjo la batalla de La Verde donde Mitre fue derrotado por fuerzas nacionales al mando del teniente coronel José Inocencio Arias.

## Reclamo por sus restos
Parte de los restos del cacique Cipriano Catriel fueron adquiridos por el perito Francisco P. Moreno quien poseía su cráneo y se había apropiado también de su poncho. En una carta dirigida a su padre, Moreno le cuenta que tiene la cabeza de Catriel, diciendo: 

no quiero separarme de esa joya, la que me es bastante envidiada.
Francisco P. Moreno

 Hasta 2018, los restos de Cipriano Catriel no fueron devueltos a sus familiares ni a su comunidad y se encontraban en poder del Museo de la Patagonia Francisco P. Moreno, pese a los reiterados pedidos para su devolución. En mayo de ese mismo año, descendientes del linaje del cacique recuperan el cráneo y el poncho correspondientes; devueltos así a Azul, en el interior de la Provincia de Buenos Aires.